# Koronnik szary
Koronnik szary (Balearica regulorum) – gatunek dużego ptaka z rodziny żurawi (Gruidae). Zamieszkuje głównie suche sawanny w Afryce, na południe od Sahary, chociaż gniazduje w środowiskach nieco bardziej mokrych. Zagrożony wyginięciem. Ptak ten widnieje na fladze i w godle Ugandy.

## Taksonomia
Gatunek po raz pierwszy opisał Edward Turner Bennett w 1834. Holotyp pochodził z Południowej Afryki. Autor nadał koronnikowi szaremu nazwę Anthropoïdes Regulorum. Obecnie (2021) Międzynarodowy Komitet Ornitologiczny (IOC) umieszcza gatunek w rodzaju Balearica pod nazwą B. regulorum, wraz z koronnikiem czarnym (B. pavonina). Niegdyś niektórzy autorzy uznawali te dwa koronniki za jeden gatunek, jednak m.in. wyniki elektroforezy DNA oraz różnice w głosie i upierzeniu nagich części ciała u przedstawicieli tych dwóch taksonów potwierdzają ich odrębność. Wyróżniono dwa podgatunki.

## Podgatunki i zasięg występowania
IOC wyróżnia dwa podgatunki:
- B. r. gibbericeps Reichenow, 1892 – południowa Uganda i Kenia na południe po północne Zimbabwe i północny Mozambik[2];
- B. r. regulorum (E.T. Bennett, 1834) – południowa Angola i północna Namibia na wschód przez Botswanę po Zimbabwe, dalej na południe po północno-wschodnią RPA[2].

## Morfologia
Długość ciała wynosi 100–110 cm, rozpiętość skrzydeł 180–200 cm, masa ciała 3–4 kg. Nie występuje dymorfizm płciowy w upierzeniu, samce są jedynie nieco większe. Na głowie widoczna charakterystyczna, żółta „korona” z piór, przy czym każde zakończone jest na czarno. Tęczówka może mieć barwę od jasnoszarej po niebieską. Dziób krótki i szary. Można dostrzec białą plamę nagiej skóry na policzku; ma lekko czerwonawy odcień, u przedstawicieli B. r. gibbericeps ta cecha jest lepiej widoczna. Z brody wyrasta czerwona narośl (patrz: przydatki głowowe), której ptak nie może nadymać. Zarówno pióra na szyi, jak i na większości ciała wyróżnia szary, perłowy kolor. Skrzydła są głównie białe, część piór ma barwę od złotej po brązową. Sterówki czarne. Osobniki młodociane odróżnia od dorosłych brązowa tęczówka oraz głównie szare upierzenie, z brązem z wierzchu i z tyłu głowy. Zwykle po 4 miesiącach życia pojawia się narośl na brodzie, początkowo ma kolor różowy. Przeważnie po roku życia młode uzyskują szatę dorosłą.

## Ekologia i zachowanie
Środowiskiem życia przedstawicieli gatunku są mokradła z rozwijającą się roślinnością, wybrzeża rzek, otwarte lasy aluwialne, płytko zalane obszary trawiaste oraz tymczasowe zbiorniki wodne. W okolicy wybieranych środowisk muszą znajdować się tereny trawiaste, otwarta sawanna lub pola uprawne. Gniazduje na mokradłach lub na ich obrzeżach. Odpoczywa wzdłuż rzek, na bagnach lub pobliskich drzewach – przesiadywanie na drzewach jest nietypowe wśród żurawi, a koronnikom szarym umożliwia je długi, tylny palec. Koronniki szare odzywają się miękkimi, trąbiącymi, przeważnie niskimi dźwiękami. Są wszystkożerne, żywią się zarówno całymi koszyczkami nasiennymi (np. cibory, Cyperus), nasionami (również roślin strączkowych), orzechami, owadami (prostoskrzydłe, larwy motyli), jaszczurkami, płazami bezogonowymi i krabami z rodzaju Potamon. Obserwowano, jak podążają za bydłem wypłaszającym owady, podobnie jak czynią to czaple złotawe (Bubulcus ibis). Zjadają również kukurydzę z upraw, preferują jedzenie jej wprost z kolby.

### Lęgi

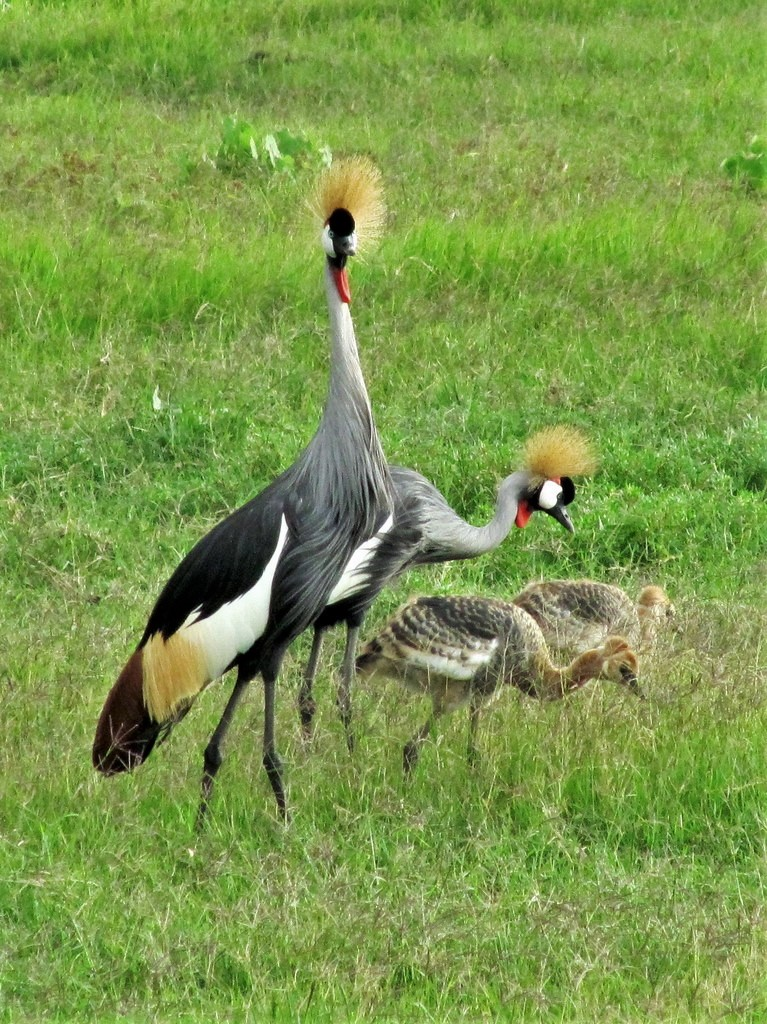
Koronniki szare – osobniki dorosłe z młodymi, Park Narodowy Amboseli

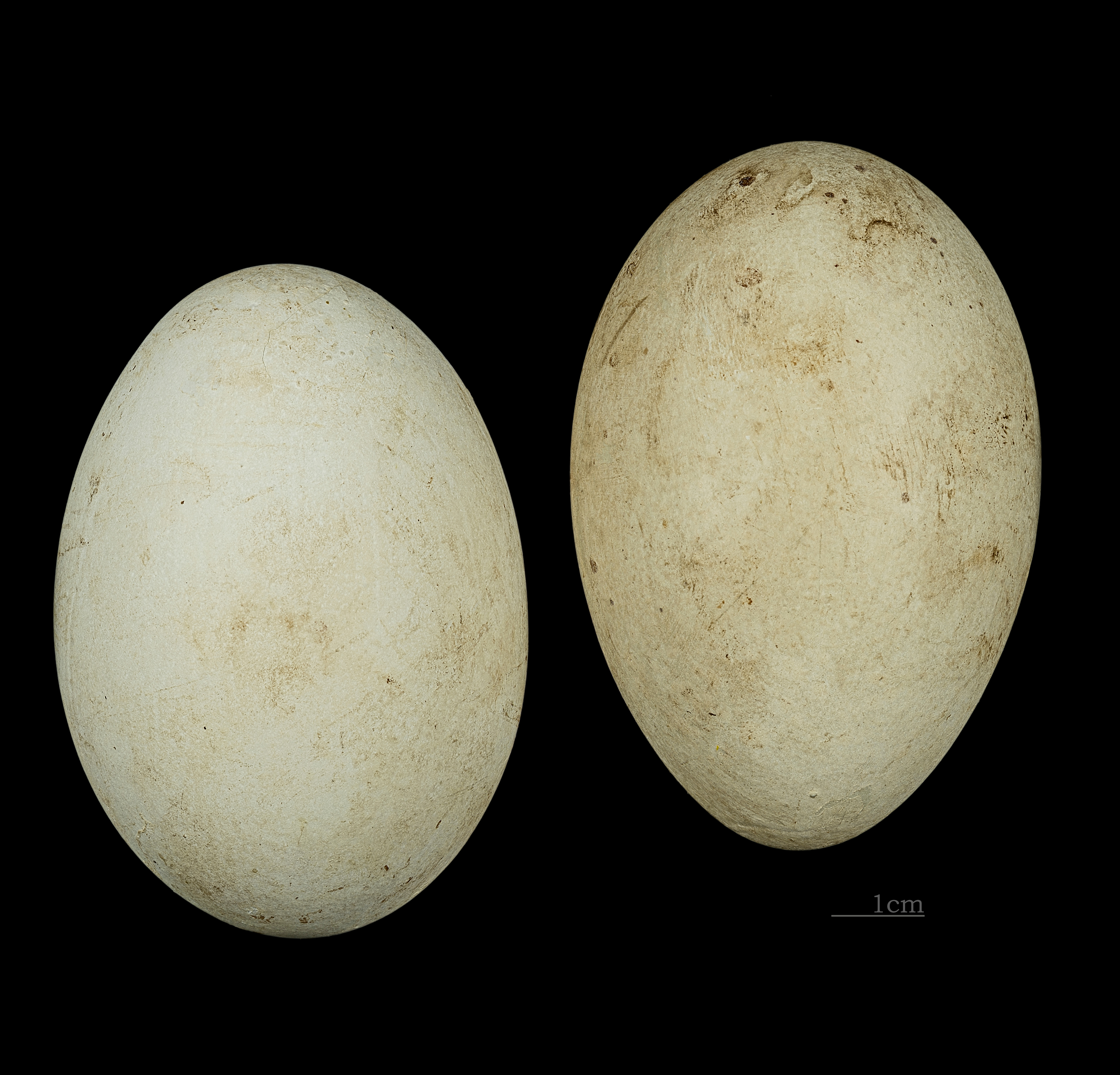
Jaja podgatunku gibbericeps z kolekcji muzealnej

We wschodniej Afryce koronniki szare gniazdują cały rok, ze szczególnym nasileniem w porze suchej, zaś w suchszej południowej części Afryki nasilenie lęgów przypada na porę deszczową. Gniazdo ma formę platformy z traw i cibor, umieszczone jest w wysokiej na co najmniej 1 m roślinności. Sporadycznie gniazduje również na drzewach. Zniesienie może liczyć od 2 do 4 jaj. Inkubacja trwa 28–30 dni. Pisklęta przeważnie są jasnopłowe z głową koloru kości słoniowej. W drugim dniu życia opuszczają gniazdo i zaczynają chodzić za rodzicami. Po 56–100 dniach życia są już w pełni opierzone. Osiągają dojrzałość płciową w wieku 3 lat.

## Status i zagrożenia

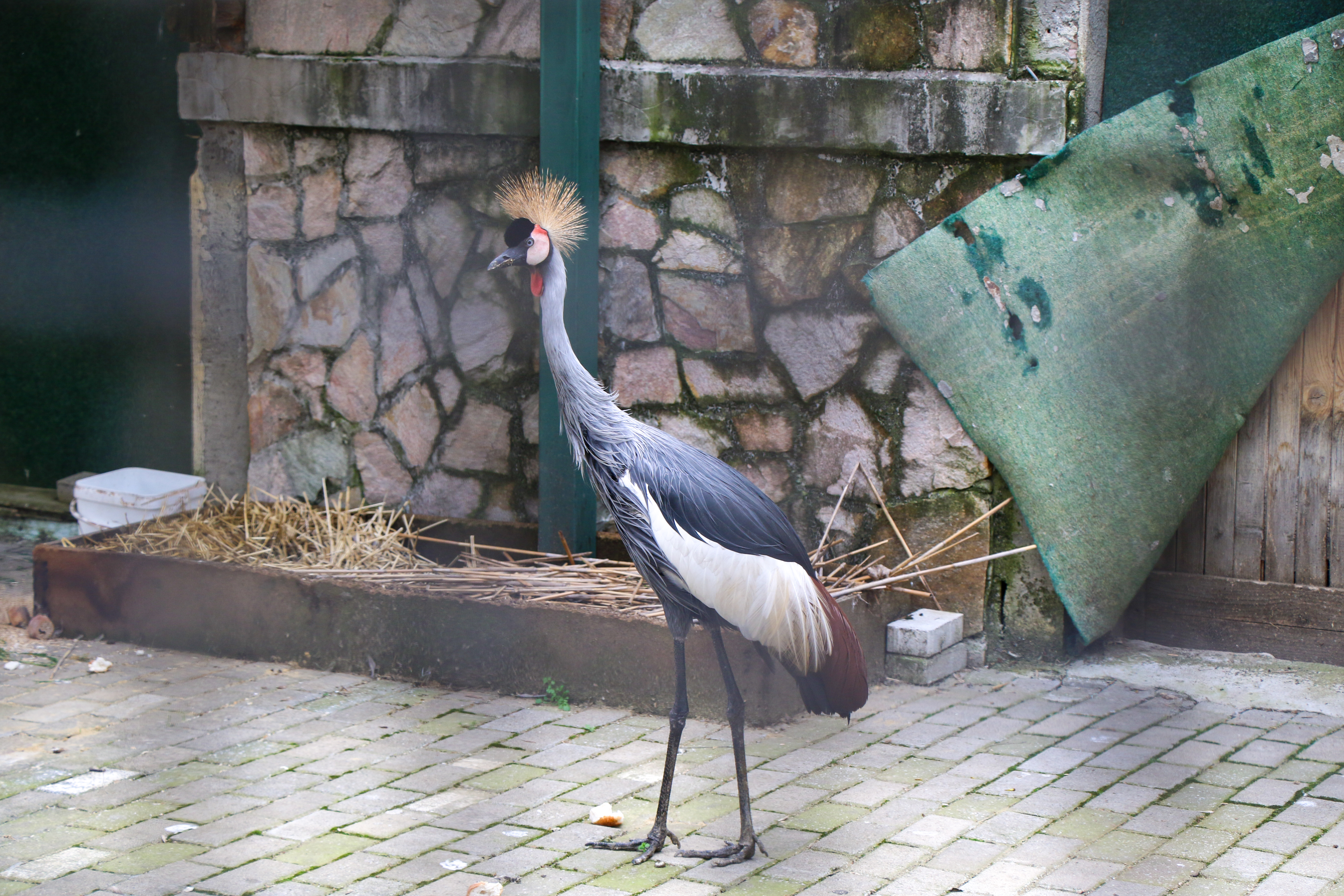
Koronnik szary w macedońskim zoo w Skopje

IUCN uznaje koronnika szarego za gatunek zagrożony wyginięciem od 2012 roku (stan w 2021). Wcześniej, w 2009, otrzymał rangę narażonego, a jeszcze wcześniej (od 1988 roku) był uznawany za gatunek najmniejszej troski (LC, Least Concern). W 2014 roku liczebność światowej populacji szacowano na 26 500 – 33 500 osobników, czyli około 17 700 – 22 300 osobników dorosłych. Populacje w wielu regionach przeżyły gwałtowny spadek, jednak według danych z 2007 liczebność populacji w RPA była wówczas stała lub rosnąca. W 2014 roku największe populacje zasiedlały Kenię, Ugandę, Zambię i RPA.
Zagrożeniem dla gatunku jest utrata środowiska wskutek zmian w rolnictwie wywołanych suszą, osuszania mokradeł i nadmiernego wypasu bydła; do tego zagrażają mu m.in. używanie pestycydów, budowa tam oraz wydobycie wód podziemnych, co wpływa na reżim rzeczny i np. nagłe, niezależne od pory roku powodzie. Do tego koronniki szare bywają łapane na handel, ich jaja zbierane, a same ptaki niepokojone przez polowania (na ssaki czy kaczki) oraz rybołówstwo. Według danych z 2011 roku w RPA dużym zagrożeniem było niszczenie obszarów trawiastych i mokradeł wskutek rozwoju kopalni węgla. W Ugandzie, RPA i Tanzanii niebezpieczeństwo dla żurawi stanowią zderzenia z liniami wysokiego napięcia. BirdLife International wymienia 9 ostoi ptaków IBA, w których występują te ptaki.